# 1998年自由民主党総裁選挙
1998年自由民主党総裁選挙（1998ねんじゆうみんしゅとうそうさいせんきょ）は、1998年（平成10年）7月24日に行われた日本の自由民主党の党首である総裁の選挙である。

## 概要
自社さ連立政権を基盤に成立した村山富市から橋本龍太郎に首相が交代すると、自民党内に二つの潮流が生まれた。一つは党幹事長の加藤紘一や幹事長代理の野中広務らを中心にした自社さの枠組みを重視する勢力で、もう一つは社民党と距離を置き、自由党党首の小沢一郎との連携による「保保連合」を志向する勢力で、保保連合派には中曽根康弘、亀井静香、梶山静六らがいた。
1998年7月の第18回参議院議員通常選挙は早くから自民党の劣勢が叫ばれていた。選挙戦が終盤を迎えた頃、加藤紘一は「自民党が振るわないと、梶山政権待望論が出てくる」と不安を口にしていた。7月12日深夜、開票が終了する前に橋本は退陣を表明した。自民党の獲得議席は44議席。改選前議席の61議席を大きく下回った。加藤も橋本の退陣表明とともに選挙の敗北責任をとらざるを得ず、ポスト橋本の後継者の資格を失った。残る有力候補は小渕派会長で外相の小渕恵三と、金融問題で積極的に政策提言を発表していた同じ小渕派の梶山にほぼ絞られた。
最大派閥の小渕派では、劣勢が伝えられた投票日に竹下登の自宅に内閣官房長官村岡兼造ら派閥幹部が集結し、幹部が集まり、橋本の退陣及び、後継に会長の外務大臣の小渕恵三を推すことで一致、橋本より竹下との協議が優先された。
7月14日、小渕派の幹部の綿貫民輔、梶山、村岡、野中、西田司らが帝国ホテルに集結した。野中との打ち合わせ通り事務総長の西田は「ここは小渕さんで行こう」と口火を切った。この時点で小渕の無投票当選は動かないものと見られていた。同日夜、政調会長の山崎拓が野中を訪ね、「近く渡辺派を離れて近未来政治研究会（山崎派）を結成する。総裁選では小渕さんを支持する」と挨拶をした。いよいよ、7月15日に小渕派として小渕の擁立を正式に決める総会が設定されるが、その直前に梶山が「待った」をかけた。梶山の立候補宣言であった。派閥を離脱して（佐藤信二、菅義偉も派閥を離脱）独自に総裁選に立候補し、分裂選挙となった。
注目度は一気に高まったが、勝敗の行方が分かっている戦いで党が二分するのはさけなければならないという自民党的な判断、知恵が働く。そうして描かれた戦略は「第三の候補」擁立であった。これが小泉純一郎出馬の背景の一つであった。野中は「小泉の推薦人の数が足りなければ小渕派から貸す」とさえ口にした。
この総裁選を田中真紀子は「凡人（小渕）と軍人（梶山）と変人（小泉）の争い」と表現した。
麻生太郎、小此木八郎、河野太郎、野田聖子も梶山に投票した。また、三塚派は当初、森喜朗ら小渕支持グループと反執行部の亀井ら梶山支持グループに二分されたが、派閥が小渕・梶山両陣営の「草刈場」となって分裂しかねないという危機感が急速に高まり、森か小泉を独自候補として擁立することで一致した。森は執行部の一員として出馬を辞退、小泉を擁立した。亀井らと旧渡辺派の内中曽根康弘らのグループは総裁選後志帥会を結成することになる。
投票は7月24日に行われ、当初の見立て通り小渕の圧勝で終わった。それでも50票程度とみられた梶山は102票と3ケタを超え、小泉は三塚派議員総数87人を下回る84票しか取れず、3位に沈み、2人棄権、1人無投票だった。

## 選挙データ

### 総裁
- 選挙時：橋本龍太郎（第17代）
- 選挙後：小渕恵三（第18代）

### 投票日
- 1998年（平成10年）7月24日

### 選挙制度
- 決選投票

1回目の投票で有効投票の過半数に達しない場合は、上位2人による決選投票となる。決選投票は、国会議員の投票と各都道府県連1票ずつで行われる。
投票方法
秘密投票、単記投票、1票制
選挙権
党所属国会議員、党都道府県支部連合会地方代議員
被選挙権
党所属国会議員
有権者
414
- 党所属衆議院議員：263
- 党所属参議院議員：104
- 地方代議員　　　：047

## 選挙活動

### 候補者
| 小渕恵三                                           | 梶山静六                                          | 小泉純一郎                                           |
|                                                    |                                                   |                                                      |
| 衆議院議員 （12期・群馬5区） 外務大臣（1997-現職） | 衆議院議員 （9期・茨城4区） 官房長官（1996-1997） | 衆議院議員 （9期・神奈川11区） 厚生大臣（1996-現職） |
| 平成研究会 （小渕恵三派）                          | 無派閥                                            | 清和政策研究会 （三塚博派）                          |
| 群馬県                                             | 茨城県                                            | 神奈川県                                             |
| 1998年7月17日出馬表明                              | 1998年7月17日出馬表明                             | 1998年7月17日出馬表明                                |

## 選挙結果

### 候補者別得票数
| 候補者                   | 得票数 | 得票率 |
| ------------------------ | ------ | ------ |
| 小渕恵三                 | 225    | 54.74% |
| 梶山静六                 | 102    | 24.82% |
| 小泉純一郎               | 84     | 20.44% |
| 総計                     | 411    | 100.0% |
| 有効投票数（有効率）     | 411    | 99.76% |
| 無効票・白票数（無効率） | 1      | 0.24%  |
| 投票者数（投票率）       | 412    | 99.52% |
| 棄権者数（棄権率）       | 2      | 0.48%  |
| 有権者数                 | 414    | 100.0% |
| 出典：読売新聞           |        |        |